# لودویگ کورنروپ
لودویگ کورنروپ (سوئدی: Ludvig Kornerup; ۱۹ فوریهٔ ۱۸۷۱ – ۲۷ مارس ۱۹۴۶) داور، مربی و از پیشگامان فوتبال در سوئد بود.